# DICE Summit
Die DICE Summit (Akronym für Design, Innovate, Communicate, Entertain) ist eine jährlich stattfindende Fachtagung der Computerspielbranche in Las Vegas. Sie wurde im Jahr 2002 von der Academy of Interactive Arts & Sciences eingeführt und ist unter anderem auch Ausrichter der DICE Awards der Branchenorganisation Entertainment Software Association (von 1998 bis 2012 als Interactive Achievement Awards bezeichnet). 

## Beschreibung
Die Konferenz unterscheidet sich von anderen Fachkonferenzen durch ihre Ausrichtung auf geschäftliche und Produktionsaspekte, mit Fokus auf Trends und Innovationen im Bereich des Spieldesigns. Die Konferenz versteht sich als eher intimer, systematischer Treffpunkt für führende Industrievertreter, um sich gegenseitig zu vernetzen. Nachdem die Veranstaltung zu Beginn traditionell mit einer Entspannungsphase vor der Eröffnung der Präsentationen und Diskussionsrunden begann, wird sie seit 2007 mit einer Keynote eingeleitet.
Die erste Keynote wurde von Yair Landau gehalten, Vice Chairman von Sony Pictures Entertainment und President von Sony Pictures Digital. Seither folgten:
- 2008: Gore Verbinski, Regisseur der Filmreihe Pirates of the Caribbean
- 2009: Gabe Newell, Managing Director von Valve Corporation
- 2010: Bobby Kotick, CEO von Activision Blizzard
- 2011: Mike Morhaime, President und Mitbegründer von Blizzard Entertainment
- 2012: Todd Howard, Game Director und Executive Producer der Bethesda Game Studios
- 2013: Gabe Newell und Filmregisseur J. J. Abrams.